# 大田区立新宿小学校
大田区立新宿小学校（おおたくりつ しんしゅくしょうがっこう）は東京都大田区蒲田本町に所在する区立小学校。

## 概要
- 1933年に、前身の東京市蒲田新宿小学校が開校したが、同校は1945年に空襲により校舎を焼失、翌年廃校となった。本校は、それを再興した学校である。

## 沿革
出典
- 1933年（昭和8年）9月1日 - 東京市蒲田新宿尋常小学校として創立開校。
- 1945年（昭和20年）4月15日 - 戦災のため全焼。
- 1946年（昭和21年）3月31日 - 廃校。
- 1953年（昭和28年）
  - 6月15日 - 大田区立新宿小学校として開校。この時点の児童数815名・職員数18名。
  - 10月1日 - 校章制定。
  - 11月1日 - 仲六郷小学校開校により、本校から児童132名が分離。
- 1957年（昭和32年）10月15日 - 校歌制定。
- 1963年（昭和38年）5月15日 - 開校10周年記念式典挙行。
- 1971年（昭和46年）7月10日 - 鉄筋4階東校舎竣工。
- 1973年（昭和48年）
  - 3月31日 - 鉄筋4階西校舎竣工。
  - 4月16日 - 大田区立新宿幼稚園併設開園。
  - 6月15日 - 開校20周年記念式典挙行。
- 1974年（昭和49年）3月31日 - 新体育館竣工。プール移設工事が完了。
- 1975年（昭和50年）8月29日 - 校庭整地散水栓工事完了。
- 1979年（昭和54年）2月13日 - 校舎増築（西側1・東側3）。
- 1980年（昭和55年）5月17日 - 第二運動場整地。
- 1983年（昭和58年）9月22日 - 開校30周年記念式典挙行。
- 1985年（昭和60年）8月31日 - 第二運動場散水機新設。
- 1987年（昭和62年）2月16日 - 第二運動場歩道橋竣工。
- 1991年（平成3年）3月20日 - 陶芸小屋と体育倉庫を新設。
- 1993年（平成5年）
  - 3月30日 - 飼育小屋新設。
  - 6月18日 - 開校40周年記念式典挙行。
- 2000年（平成12年）11月30日 - 校舎・体育館の耐震補強工事が完了。
- 2003年（平成15年）10月31日 - 開校50周年記念式典挙行。
- 2005年（平成17年）10月31日 - 西側トイレ改修工事完了。
- 2006年（平成18年）
  - 6月9日 - 普通教室空調設備工事完了。
  - 9月22日 - 玄関門扉防犯カメラ及び自動ロック設置。
- 2007年（平成19年）2月26日 - 特別教室空調設備工事が完了。
- 2008年（平成20年）
  - 3月22日 - 大田区初の校庭芝生化工事が完了。
  - 4月8日 - 校庭芝生開き挙行。
- 2009年（平成21年）
  - 3月18日 - 併設の大田区立新宿幼稚園が閉園。
  - 11月30日 - 東側トイレを改修し、だれでもトイレ設置。
- 2010年（平成22年）4月1日 - おおたっ子ひろば併設。
- 2011年（平成23年）4月1日 - 学校給食が民間委託になる。
- 2013年（平成25年）11月16日 - 開校60周年記念式典挙行。
- 2014年（平成26年）12月8日 - 屋上防水工事完了。
- 2015年（平成27年）6月15日 - 通学路に防犯カメラ設置が決定。
- 2016年（平成28年）4月1日 - 特別支援教室（サポートルーム）設置。
- 2017年（平成29年）8月23日 - 全普通教室に電子黒板を設置。
- 2018年（平成30年）12月15日 - ICT環境整備事業が完了。
- 2020年（令和2年）2月28日 - 体育館改修工事が完了。
- 2021年（令和3年）2月5日 - 児童1人1台のタブレットPC貸与開始。

## 通学区域
出典
- 蒲田4丁目（24番～47番）
- 蒲田5丁目（13番の一部、32番～35番、37番、40番～50番）
- 蒲田本町1丁目（全域）
- 蒲田本町2丁目（全域）

## 進学先中学校
出典
- 大田区立蒲田中学校

## 交通アクセス
- JR東日本京浜東北線、東急電鉄東急多摩川線・池上線蒲田駅（東口）より徒歩7分[4]。

以下は、学校ホームページ内「アクセス」には記載無いが、アクセスは可能。
- 京浜急行電鉄本線・空港線京急蒲田駅（西口）から、徒歩約15分。
- 京浜急行バス「蒲40」・「蒲41」・「蒲42」・「蒲43」・「蒲73」・「蒲74」・「蒲75」の各系統で、「蒲田郵便局前」停留所下車後、
  - 蒲田駅行のりばから、約7分。
  - 羽田・大師橋・六郷橋方面行のりばから、約6分。

## 学校周辺
- 大田区立蒲田本町一丁目公園 - 大田区道をはさんで、敷地が隣接。
- 東京都立蒲田高等学校 - 大田区道をはさんで、敷地が隣接。
- 社会福祉法人みわの会蒲田本町保育園 - 蒲田高校に隣接、かつ進学前保育園のひとつ。
- 大田区役所教育総務部指導課分室
  - 仲六郷学童保育室分室
- 東京都道311号環状八号線
- わおわお福祉会わおわお蒲田本町保育園 - 進学前保育園のひとつ。
- ファミリーマート環八蒲田本町店
  - わおわお蒲田本町保育園とファミリーマート環八蒲田本町店は、同一住所である。
- 蒲田郵便局
- 大田区蒲田地域庁舎
- 蒲田税務署
- この他、周辺には「蒲田本町1丁目団地」などの団地やマンション・アパートも点在する。